# Грб Копривничко-крижевачке жупаније
Грб Копривничко-крижевачке жупаније је званични грб хрватске територијалне јединице, Копривничко-крижевачка жупанија. 

## Опис грба
Грб Копривничко-крижевачке жупаније је грб у чијем централном делу доминира сребрни клин у којем хода златно-плави петао на три зелена брежуљка. С леве и десне стране клина на плавој подлози налазе се двоструки златни љиљан и златни троредни крст. Троредни крст преузет је са грба града Крижеваца, а двоструки љиљан са грба града Копривнице. Петао је традиционални симбол ових простора, а везан је и за једну легенду и приказан је на грбу Ђурђевца. Приликом израде овог грба поштован је обичај мађарске хералдике да ликови у грбу стоје на брегу, а не да „плутају“ у штиту.